# Sofia Eleonore de Saxonia

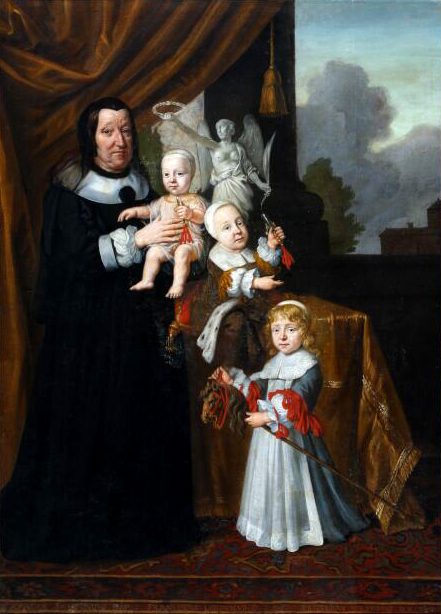
Sofia Eleonore de Saxonia, contesă de Hesse-Darmstadt, ca văduvă cu nepoții ei Alexander Sigismund, Francis Louis și Frederick Wilhelm, pictură de Johannes Spilberg, 1667

Sofia Eleonore de Saxonia (23 noiembrie 1609 – 2 iunie 1671) a fost was a Ducesă de Saxonia prin naștere și contesă de Hesse-Darmstadt din 1627 până în 1661 prin căsătoria cu Landgraful Georg al II-lea de Hesse-Darmstadt. Ea a fost fiica ce mare a Electorului Johann Georg I de Saxonia și a celei de-a doua soții, Magdalene Sibylle a Prusiei.
S-a căsătorit cu Georg al II-lea, Landgraf de Hesse-Darmstadt la 1 aprilie 1627. Georg și Sophia Eleonore au avut următorii copii:
- Ludovic al VI-lea (1630–1678)
- Magdalena Sybilla (1631–1651)
- Georg (1632–1676), căsătorit cu Dorothea Augusta, Ducesă de Holstein-Sonderborg
- Sophia Eleonore (1634–1663), căsătorită cu Landgraful Wilhelm Christoph de Hesse-Homburg
- Elisabeth Amalie (1635–1709), căsătorită cu Philip Wilhelm, Elector Palatine
- Louise Christine (1636–1697)
- Anna Maria (1637-1637)
- Anna Sophia, Prințesă-Stareță de Quedlinburg (1638-1683)
- Amalia Juliana (1639-1639)
- Henrica Dorothea (1641–1672)
- Johann (1642–1643)
- Augusta Philippina (1643–1672)
- Agnes (1645-1645)
- Marie Hedwig (1647–1680), căsătorită cu Ducele Bernhard I de Saxa-Meiningen